# التهاب الأوعية الصغيرة
التهاب الأوعية الصغيرة هو مصطلحٌ طبيٌ يشيرُ إلى مجموعةٍ من الأمراض أو المظاهر المرتبطة بمرضٍ ما، حيث يحدثُ التهابٌ في الأوعية الدموية الصغيرة، وتشمل: داء كاواساكي ومتلازمة سوساك.

## التهاب الأوعية الصغيرة العصبي
- اعتلال عصبي التهابي وعائي غير جهازي (NSVN)[1]
- اعتلال عصبي بوجود الغلوبولينات البردية في الدم المُرتبط مع التهاب الكبد سي (CRYOVASC)[1]
- التهاب الشرايين العِقد المُرتبط مع التهاب الكبد بي[1]
- اعتلال عصبي جذري ضفيري قطني عجزي سكري (DLRPN)[1]
- اعتلال عصبي جذري ضفيري قطني عجزي غير سكري (LRPN)[1]
- اعتلال عصبي جذري ضفيري عنقي سكري (DCRPN)[1]
- اعتلال عصبي جذري ضفيري عنقي قحفي سكري
- اعتلال عصبي عنقي سكري